# (2127) Tanya

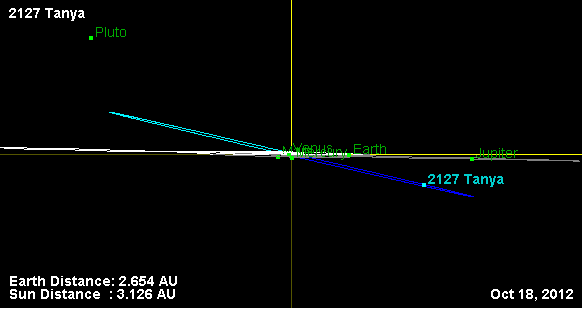
Orbita asteroidy "Tanya"

(2127) Tanya (1971 KB1) – planetoida z pasa głównego asteroid okrążająca Słońce w ciągu 5,75 lat w średniej odległości 3,21 au. Odkryta 29 maja 1971 roku.